# La Fontana
La Fontana es una obra pública con valor histórico artístico y monumental. Ubicada en la calle y barrio del mismo nombre, en las afueras de la villa asturiana de Pravia. Esta obra se sitúa cronológicamente a finales del siglo XVIII y estéticamente se enmarca dentro del estilo Neoclásico o Clasicismo Académico.

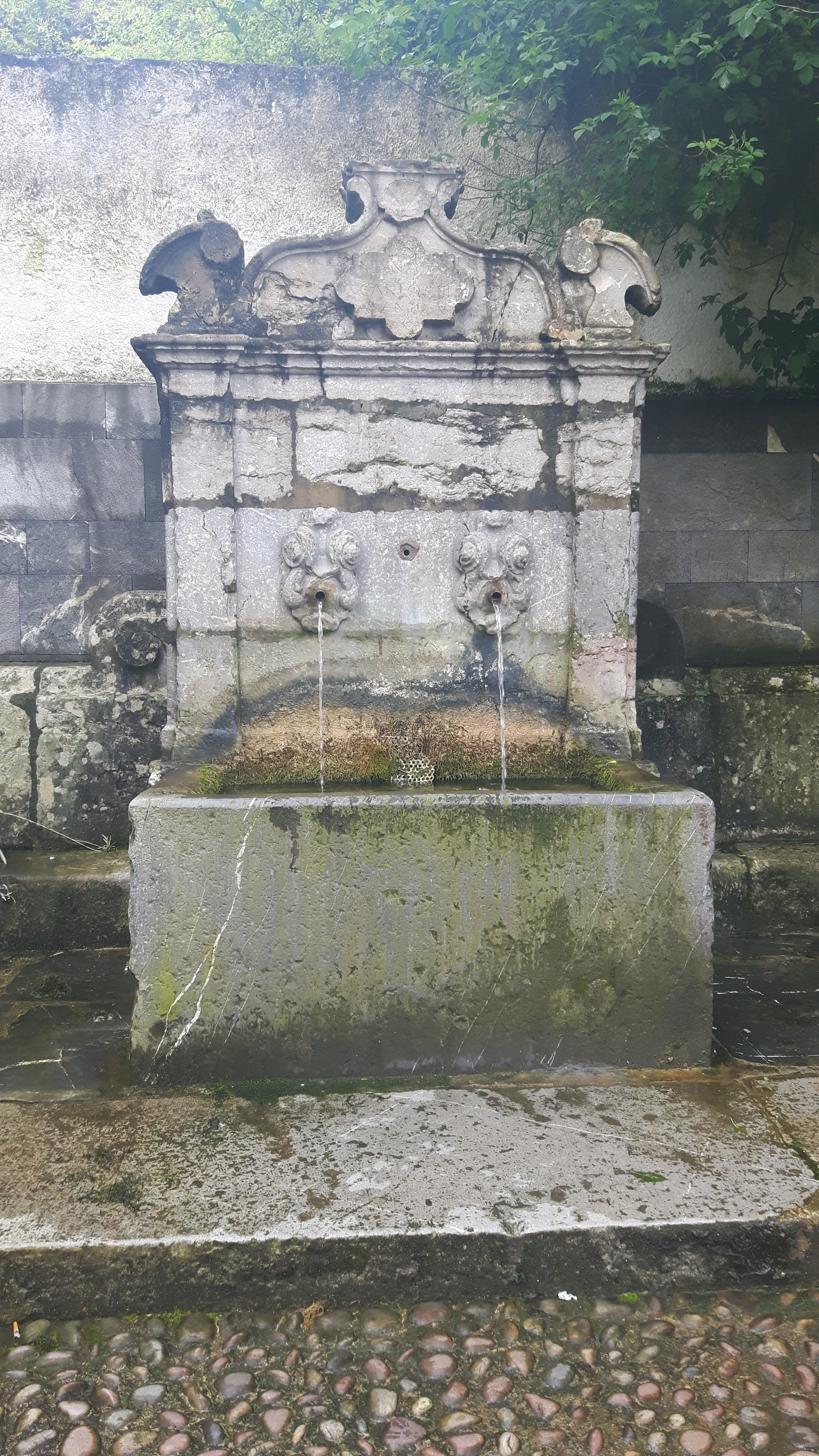
Vista general

## Historia
Las obras públicas asignadas al estilo Neoclásico son inseparables y al mismo tiempo consecuencia de las políticas reformadoras del Despotismo Ilustrado.
En España estas políticas se materializaron principalmente en el reinado de Carlos III y si bien se manifestaron en grandes obras públicas que contribuyeron al adorno y esplendor de la capital del reino, también  las provincias más periféricas, como Asturias, contaron en menor medida, con obras más modestas en envergadura y propósitos como el ejemplo que nos ocupa, la Fontana de Pravia.

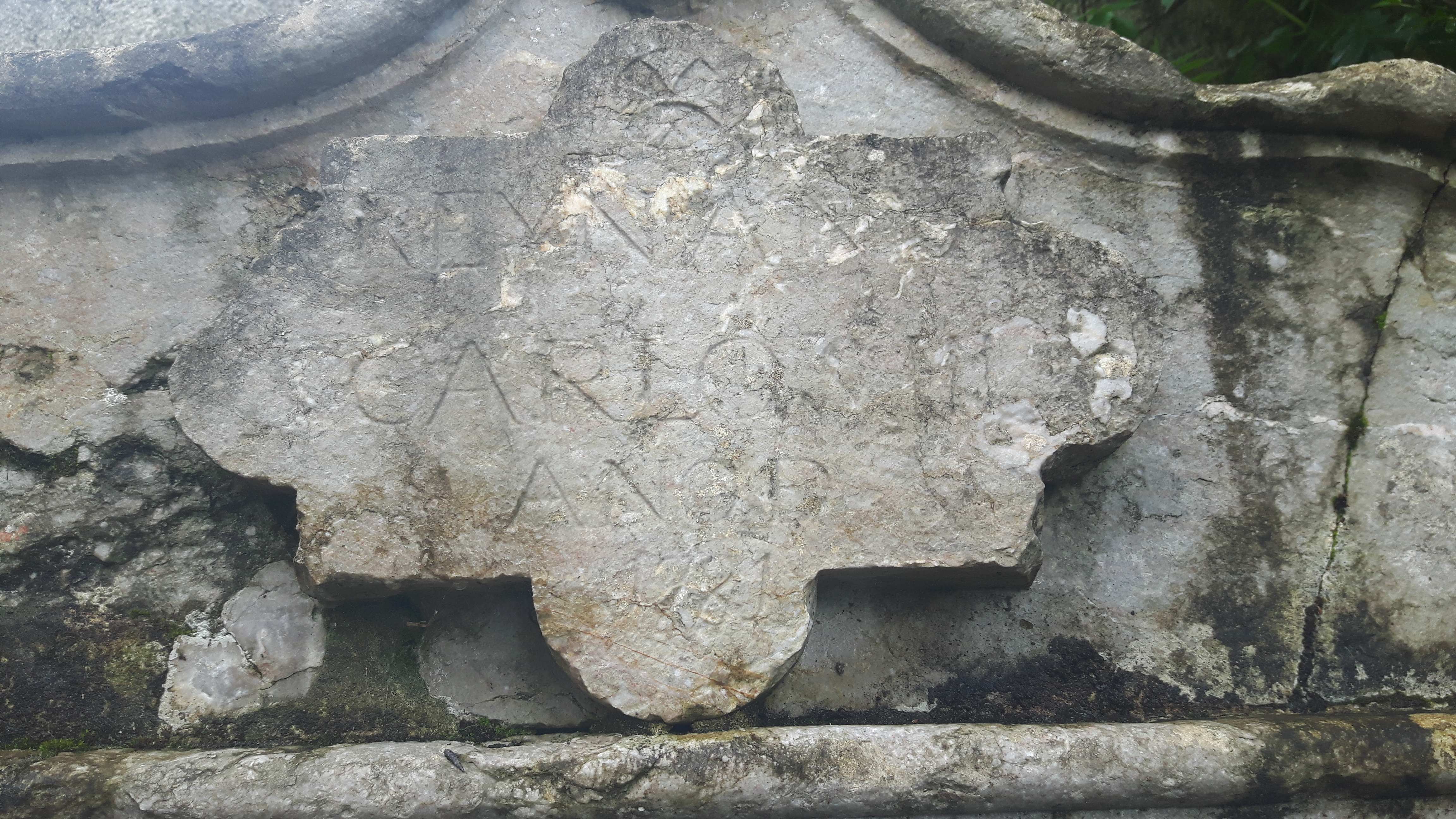
Placa original

No podemos atribuir la fuente a ningún autor conocido, sin embargo es posible  relacionarla estilísticamente  con otras obras similares y coetáneas como la Silla del Rey, de Oviedo, de Manuel Reguera en 1776, la Fuente de la Manzaneda, de Benito Álvarez Perera en 1778 o los Canapés de Avilés  de José B. de la Meana en 1786, entre otros.
Todas estas obras, así como la Fontana de Pravia se encuadran dentro de ese programa de construcciones edilicias mediante el que los monarcas ilustrados como Carlos III pretendían el embellecimiento, progreso y desarrollo económico de todos los rincones del reino así como hacer notar en la vida cotidiana de los súbditos, los efectos renovadores y benéficos de la iniciativa real.
Jovellanos, poco después de la construcción de la fuente, en 1792, la describe en sus diarios: Peñaullán, mala bajada al embarcadero; pásase el barco, y se halla un pedazo de nueva y buena carretera, por la cual se sube a la villa. A la izquierda de ella, una fuente llamada La Fontana, con asientos. Noche; llegada a la casa del Busto; buena cena y buena cama.
También Bances y Valdés escribe, en 1806: ¨Desde esta puerta[la del Cai], entre Oriente y Sur, sigue el gran paseo de la fontana, con lnetas y capiés, que es el camino Real  de Oviedo, y ha de pasar el rio por el Puente Grande. En él está la fuente así llamada, con dos caños de la mejor agua y un frontispicio de bien ideada arquitectura, con letrero que señala los años y reinado del Señor Carlos III¨
En los últimos años y a causa de reformas urbanísticas, la Fontana ha sido desplazada unas decenas de metros de su emplazamiento original y tanto su nueva ubicación actual, un tanto descontextualizada, como un cierto deterioro y abandono de la propia obra, harían necesarias acciones de mejora del entorno y restauración del edificio.

## Descripción

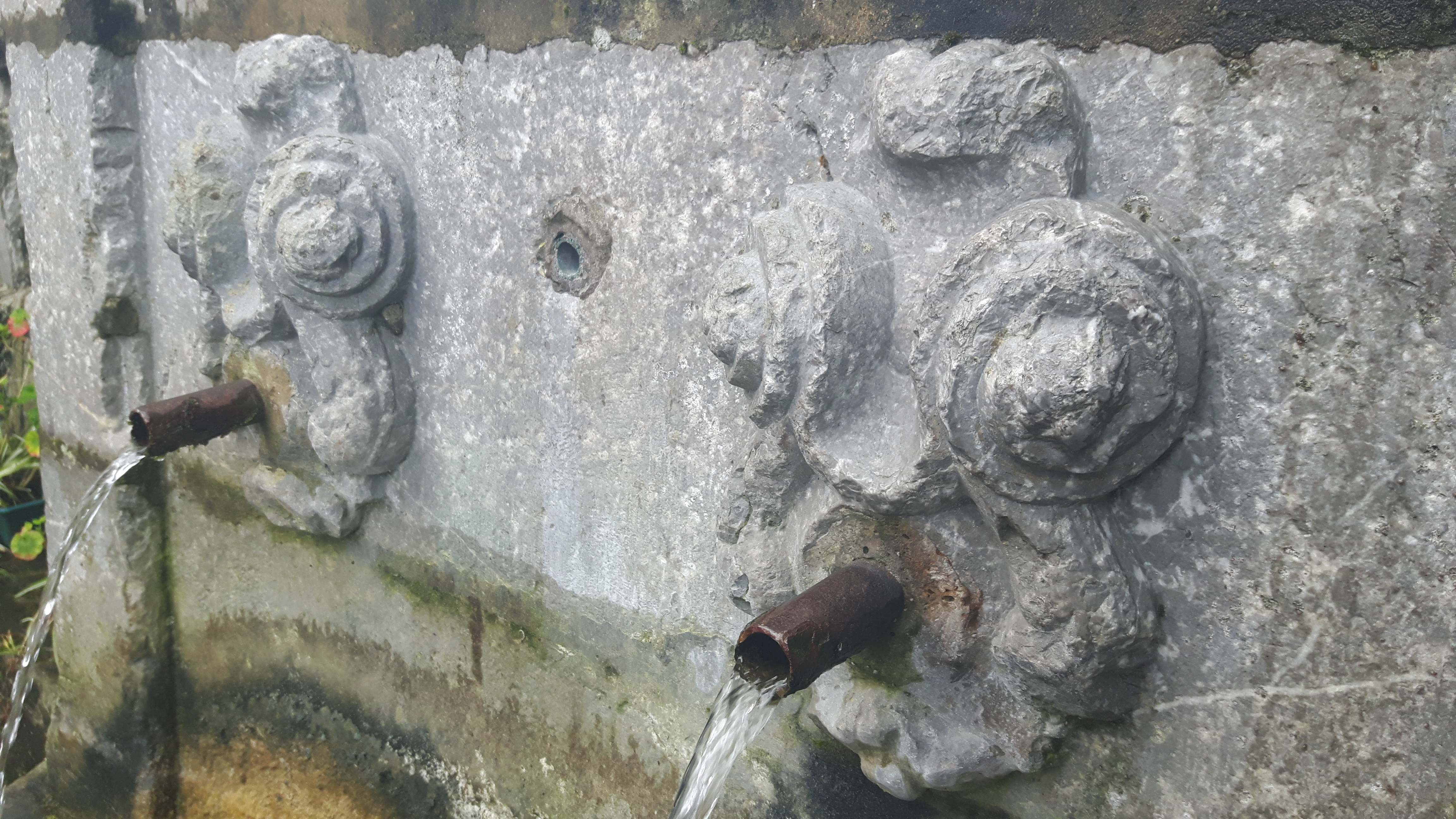
Ornamentación de la fuente

Se trata de una fuente de reducidas dimensiones, que consta de una pileta adosada a una fachada en la que se ubican dos caños incrustados en sendas máscaras o rostros antropomorfos. Por encima de los caños, un entablamento clásico con su correspondiente cornisa proporciona a la fuente un aspecto monumental. El conjunto se ve coronado por un frontón mixtilíneo, que hace de marco a su vez a una pequeña lápida dedicatoria. Unas volutas o motivos vegetales sirven de ornamento a los extremos de dicho frontón. Todo el conjunto se ve flanqueado por una suerte de bancos o canapés muy al gusto clasicista de la época.
La lápida dedicatoria, deteriorada por el paso del tiempo y parcialmente ilegible, hace referencia al promotor de la obra, el propio rey Carlos III y al año de edificación de la misma, 1781.